# Protoss
De Protoss zijn een fictief ras in het door Blizzard Entertainment ontwikkelde RTS-computerspel StarCraft. Zij zijn technologisch vergevorderd en beschikken over psionische en cybernetische vermogens. De Protoss hangen fanatiek de Khala aan, die het best kan worden omschreven als een religie. De thuisplaneet van de Protoss is Aiur, een groene junglewereld.
De Protoss zijn door hun scheppers, de enigmatische Xel'Naga, naar het Griekse woord 'Protos' vernoemd, wat zoiets als 'eerste' betekent. Naar alle waarschijnlijkheid is dit omdat de Protoss als een eerste succesvolle creatie werden beschouwd. Zij zijn geschapen met een puurheid van vorm. Desondanks werden de Protoss later door hun scheppers als een mislukking bestempeld.